# Easingwold
Easingwold is een civil parish in het bestuurlijke gebied Hambleton, in het Engelse graafschap North Yorkshire. De plaats telt 4627 inwoners.

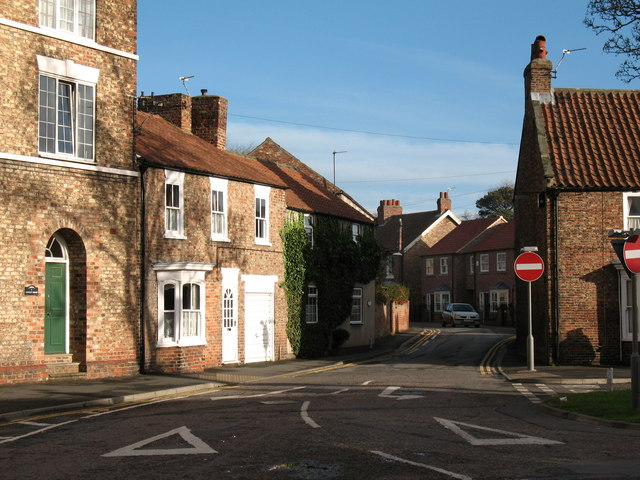
Little Lane
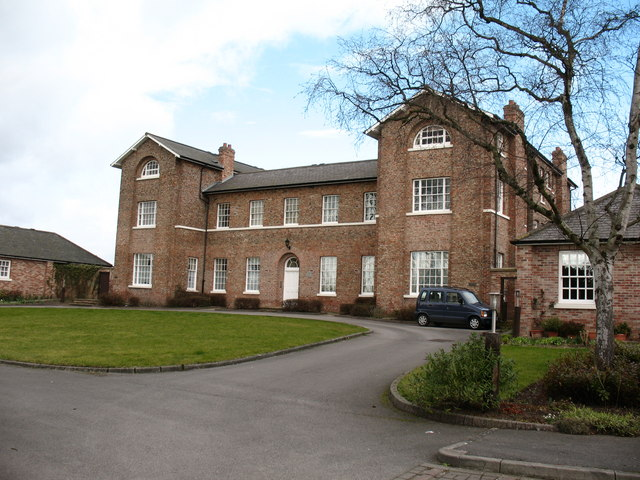
Oude arbeiderswoning
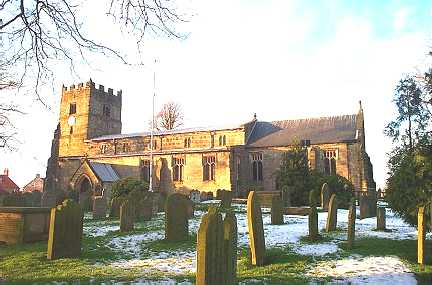
St John's Church